# Jørgen Thomsen (kunstmaler)
 For alternative betydninger, se Jørgen Thomsen. (Se også artikler, som begynder med Jørgen Thomsen)
Jørgen Christian Elle Thomsen (født 2. oktober 1905 i København, død 3. april 1966) var en dansk kunstmaler. Han er uddannet på kunstakademiet i København under Ejnar Nielsen (1923- 24).
Jørgen Thomsen debuterede som kun 16-årig og malede i sine unge år landskaber og motiver i en delvist ekspressionistisk stil. Senere blev han inspireret af kubismen og af franske malere. Han rejste i 1920'erne til Frankrig, Rusland og Italien og var i 1930'erne i Balkan. I de senere år var hans stil præget af et begrænset valg af farver, primært jordfarver.
Jørgen Thomsen var en af de fem grundlæggere af Decembristerne og var formand for kunstnersammenslutningen fra 1929 til 1953.

## Værker
Blandt de mere kendte værker er Den røde plads, Moskva (1928), Høstfolk (1931); Kirurgi (1942-44, Statens Museum for Kunst) og Guldfisken drømmer (1947, smst.). Han har tillige foretaget udsmykning på Biologisk Institut på Københavns Universitet (1959).

## Familie
Jørgen Thomsen blev født som søn af dr.med. (og senere professor) Oluf Thomsen og Thora Marie Elle. Han blev i 1949 gift med Rosa Agnete Rasmussen (1908-1958).